# الضبعه (مصر)
الضبعه (به عربی: الضبعة) یک منطقهٔ مسکونی در مصر است که در استان مطروح واقع شده‌است.